# Pokémon Sleep
Pokémon Sleep est un jeu mobile pour Android et iOS, faisant partie de la série Pokémon. Il est développé par le studio japonais Select Button, avec l'aide du développeur de Pokémon Go Niantic, et édité par The Pokémon Company,.

## Système de jeu
Le jeu suit la durée pendant laquelle un utilisateur dort, à l'aide de l'accéléromètre de l'accessoire externe Poké Go Ball Plus+, et communique les données à l'appareil mobile de l'utilisateur via Bluetooth,. Dans Pokémon Sleep, vous pouvez enregistrer jusqu'à deux sessions de sommeil par jour d'une durée minimale de 90 minutes.

## Développement

Logo initial du jeu lors de son annonce en 2019.

Le jeu est annoncé le 28 mai 2019 par Tsunekazu Ishihara, PDG de la société Pokémon, lors d'une conférence de presse tenue à Tokyo ainsi que sur la page Twitter officielle de la société,. D'abord annoncé pour 2020, le jeu est désormais annoncé pour l'été 2023.

## Accueil
Le 25 août 2023, The Pokémon Compagny annonce que l'application Pokémon Sleep a atteint plus de 10 millions de téléchargements.

## Pokémon Go Plus +
L'accessoire Pokémon Go Plus+ est sorti le 14 juillet afin de permettre une meilleure gestion de période de sommeil dans Pokémon Sleep. Cet accessoire est connecté en Bluetooth avec le téléphone du joueur. En maintenant le bouton central 2 secondes, le joueur pourra enregistrer une période de sommeil. Pour terminer une session de sommeil, il faut à nouveau maintenir le bouton central. Le jeu reconnaît le Pokémon Go Plus+ automatiquement et une synchronisation manuelle est aussi possible dans le menu dédié. 